# Reykjafoss
Reykjafoss (in lingua islandese: cascata del fumo) è una cascata alta 20 metri situata nella regione del Norðurland vestra, la parte nord-occidentale dell'Islanda.

## Descrizione
La cascata è situata a sud della Hringvegur, la grande strada ad anello che contorna tutta l'Islanda, 7 km a sud del villaggio di Varmahlíð. Il fiume Svartá precipita da una parete rocciosa per un dislivello di circa 20 metri suddivisi in più salti. Il fiume prosegue poi il suo corso come Húseyjarkvísl e va a confluire nel Héraðsvötn.

## Accesso
Reykjafoss è situata 7 km a sud di Varmahlið nelle vicinanze della fattoria Vindheimamelar, lungo la strada T752 Skagafjarðarvegur. Per raggiungere la cascata bisogna lasciare la strada e percorrere per 500 metri un sentiero che si diparte dalla T752. 
Un'altra possibilità è di partire dalla fattoria Vindheimamelar e proseguire a piedi risalendo la sponda orientale del fiume.